# Zooepica

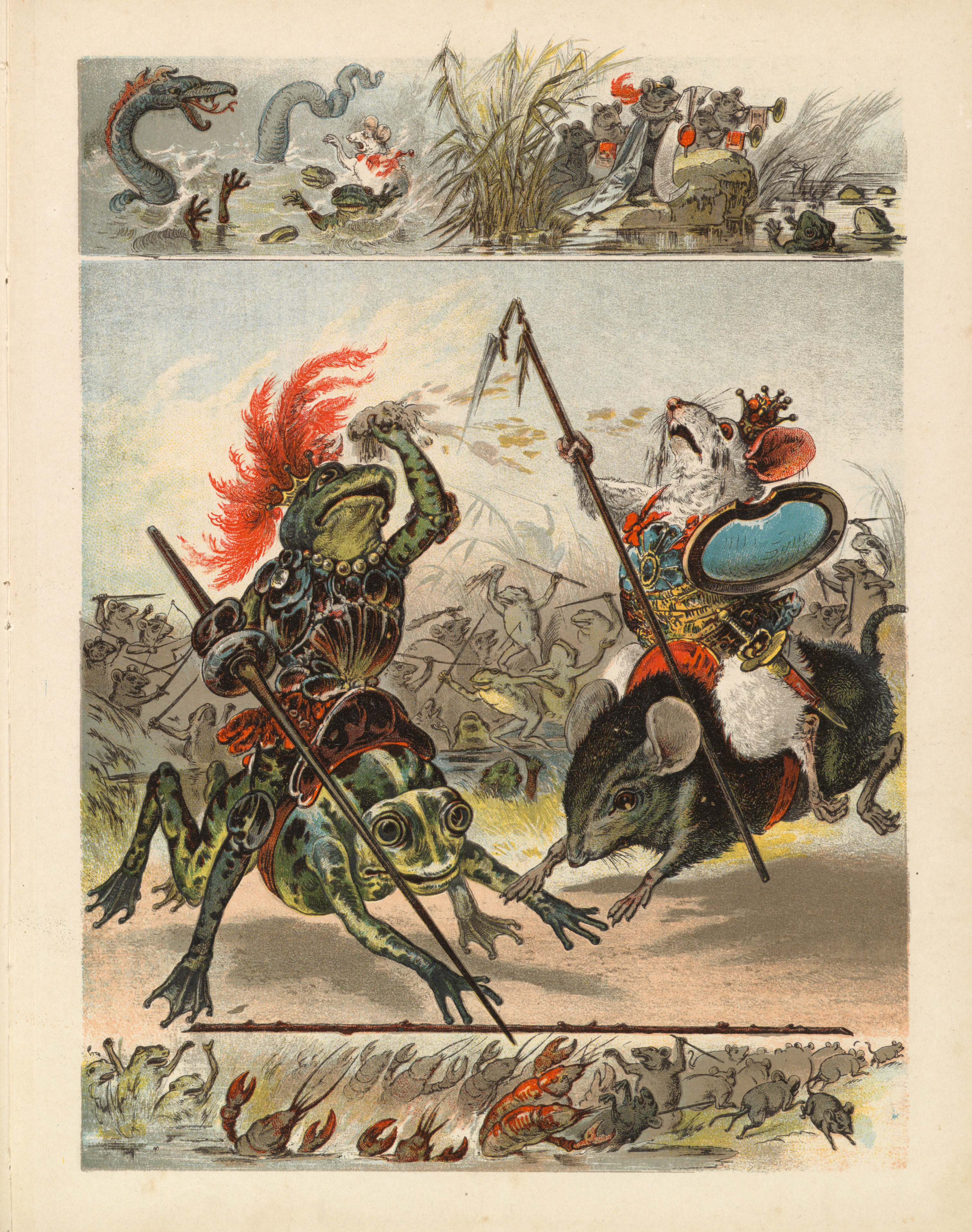
Tavola della Batracomiomachia in una tavola di un libro per ragazzi di fine Ottocento

La zooepica o zoepica o anche epos o epopea animalistica, è il genere letterario che nel corso dello sviluppo storico delle civiltà eurasiatiche ha assunto come protagonisti delle loro narrazioni, spesso cicliche o comunque riunite in catene di episodi, gli animali, specialmente i predatori, di grande o piccola taglia, cioè quelle bestie che in origine potevano essere competitori dell'essere umano nel procurarsi il sostentamento.
Il racconto zoomorfico ha una diffusione quasi universale ed è noto agli antropologi e agli studiosi di letteratura antica e medievale. Esempi ne sono la Batracomiomachia attribuita a Omero e ripresa dal Leopardi nella sua opera Paralipomeni della Batracomiomachia o la favolistica di Esopo e Fedro, ispirazione anche per l'opera di Jean de La Fontaine. Nella letteratura medievale il Roman de Renart. Anche Giovanni Battista Casti si occupò di tale genere.
A partire dalla Moscheide di Teofilo Folengo e fino all'Ottocento il genere assunse gradualmente toni di satira sociale, anticlericale e antifeudale. Esempi nella letteratura moderna sono La fattoria degli animali di George Orwell e La collina dei conigli di Richard Adams.